# Пет стотина милиона Бегениних
Пет стотина милиона Бегениних (фр. Les Cinq cents millions de la Bégum), преведено и као Град челика роман је Жила Верна из 1879, са неким елементима који се могу приказати као утопијски и другима који изгледају крајње дистопијски. Ово је прво Верново дело у ком он изражава забринутост због развоја науке и технологије.
Књига је написана на основу манускрипта Паскала Грусеа, корзиканског револуционара и учесника Париске комуне. Вернов издавач Пјер Ецел купио је овај рукопис.

## Кратак опис
Француз, доктор Саразен, и Немац, професор Шулце, добијају огромно наследство као последњи живи рођаци француског војника који се пре много година настанио у Индији и оженио индијском принцезом. Доктор Саразен одлучује да са својим делом наследства сагради утопијско насеље у Америци – Француску Варош (Franceville). За разлику од њега професор Шулце је одлучио да, такође у Америци, сагради Челичну Варош (Stahlstadt), са потпуно супротним идејама од доктора Саразена. Професор Шулце верује у надмоћност германске над латинском расом, у коју сврстава и Французе. Он намерава да касније уништи Француску Варош изградњом моћног оружја у Челичној Вароши. Њих двојица у Сједињеним Државама на подручју јужног Орегона, на удаљености од 40 километара, са супротних страна Каскадских планина граде своје колоније. Француска Варош је изграђена на западној страни и имала је око 100.000 становника, док је на источној страни направљена Челична Варош са 50.000 становника.
Пет година након изградње Челичне Вароши у њу долази Јохан Шварц, у ствари то је Марсел Брукман, с циљем да открије намере професора Шулца. Он се зближио са професором Шулцеом, који му је обзнанио своје намере о уништењу Француске Вароши помоћу огромног топа. Након тога Марсел је ухапшен и осуђен на смрт. Док је чекао на извршење пресуде долази до пожара у Челичној Вароши. Том приликом професор Шулце тражи добровољца који ће да спаси нацрт топа. Марсел Брукман се јавио да обави тај посао, иако професор Шулце није имао намеру да га помилује, међутим, обећао му је да ће новац бити исплаћен његовим рођацима. Брукман је искористио метеж који је настао да побегне из Челичне Вароши. Неколико дана доцније берза у Сан Франциску објавила је да Челична Варош више не враћа новац својим кредиторима, док је професор Шулце нестао. Марсел заједно са Октавом Саразеном, сином доктора Саразена, тајно одлази у Челичну Варош да види шта се у њој дешава. У потпуно напуштеној колонији наилазе само на двојицу телохранитеља професора Шулцеа, који су му остали верни. Након сукоба са њима проналазе Шулцеа мртвог у својој лабораторији. Французи одлучују да убудуће Челичну Варош користе у хумане сврхе. 